# ギルフォード郡庁舎の戦い
ギルフォード郡庁舎の戦い（ギルフォードぐんちょうしゃのたたかい、英:Battle of Guilford Court House）は、アメリカ独立戦争中の1781年3月15日にノースカロライナの現在のグリーンズボロで、ナサニエル・グリーン将軍指揮の大陸軍とチャールズ・コーンウォリス将軍指揮のイギリス軍の間で戦われた戦闘である。
この戦闘に投入された両軍の戦力はそれ程多くはないが、独立戦争の中でも決定的に重要な戦闘の一つと考えられている。この戦闘の前は、イギリス軍が王党派の助けもあってジョージアとサウスカロライナを抑え、ノースカロライナも掴んでしまいそうに見えていた。この戦闘の結果としてグリーンはサウスカロライナに入り、コーンウォリスはバージニアを侵略する道を選んだ。その結果、グリーンはイギリスが支配していた南部を再度大陸軍の支配下に戻し、コーンウォリスはヨークタウンの戦いと降伏に向かっていった。

## 背景
カウペンスの戦いの後、コーンウォリスはグリーンの軍隊を壊滅させることを目標においた。しかし、カウペンスの戦いで軽歩兵隊の多くを失い補給が止まっていたので、追跡できるほど融通の利く軍隊を持っていなかった。コーンウォリスはグリーンをダン川に追ったが、グリーンは水で溢れる川を横切りバージニアの安全地帯に逃げてしまった。コーンウォリスはヒルズボロに宿営し、物資を徴発してノースカロライナでも王党派を徴兵しようと試みた。しかし兵士がそろそろみすぼらしくなっていたこともあり、またパイルの虐殺の影響もあって王党派は集まらなかった。
1781年3月14日ディープ川の分岐点で宿営していたコーンウォリスは、大陸軍のリチャード・バトラー将軍が攻撃に向かってくるという知らせを受けた。バトラーの部隊はノースカロライナ民兵であり、これにバージニアからの援軍が加わっていた。バージニア軍は民兵と州連隊に18ヶ月の若年兵、さらにメリーランドの新兵を加え総勢3,000名であった。これらの部隊がグリーンの配下に加わり、9,000から10,000名に膨れ上がっていた。その夜の新たな知らせでは、大陸軍は約12マイル (20 km) 先のギルフォード郡庁舎付近にいるとのことだった。コーンウォリスは手勢が1,900名しかいないにも拘わらず、戦闘を仕掛けることにした。コーンウォリスはハミルトン中佐に輜重隊と100名の歩兵、20名の騎兵を預け、ディープ川を下ったベルズ・ミルに向かわせた。一方グリーンは援軍の到着を受けて、今一度ダン川を渡りコーンウォリスと対戦することにした。翌3月15日、両軍はギルフォード郡庁舎で会した。

## 戦闘

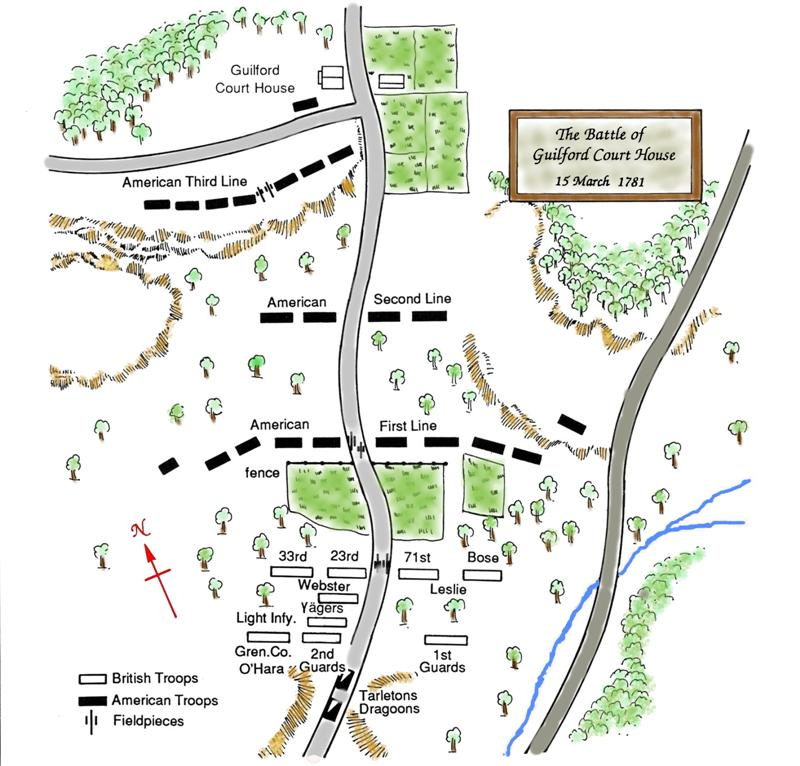
ギルフォード郡庁舎の戦い　戦場地図

前衛部隊同士がクエーカー教団のニューガーデン集会所近くで遭遇した。ギルフォード郡庁舎からは4マイル (6 km)のところで、バナスター・タールトン中佐の竜騎兵がライトホース・ハリー・リー中佐のリー竜騎兵連隊と交戦した。イギリス軍の第23歩兵連隊が援軍を送ったので、リー隊は撤退しグリーンの本隊に戻った。
コーンウォリスは、グリーン隊が庁舎から約1.5マイル (2.5 km)の下り坂に部隊を配置していることがわかった。イギリス軍の前面には農園があり、中の道を挟んで両側に大きく農地が広がり、左手は200ヤード (180 m)ほどの林に仕切られてさらに2つの農園が見えた。右手の農地の向こうは林が数マイル延びていた。最初の農地の向こう側は柵で囲まれた奥行き1マイル (1.6 km)の森であり、その中の道を抜けると庁舎前の広い空地が広がっていた。森の手前の縁に沿って、大陸軍の第1線防御陣が6ポンド大砲を道の両側に据えて防壁となっていた。
グリーンは防御陣を3列にした。第1列はノースカロライナ民兵であり、その後方の左右両翼にライフル狙撃兵を配して前進するイギリス軍を狙い撃たせるようにした。第2列にはバージニア民兵を置いた。グリーンの正規兵が最終列になった。この列の中央には6ポンド砲2門が据えられた。第3列の最強部隊には、バージニア連隊の他に第1デラウェア連隊と第1･第5メリーランド連隊が、互いに400ヤード (360 m)の間隔を置き、道の西側に角度を付けて配置された。一見、カウペンスでダニエル・モーガンが採用して成功した配置によく似ているが、列と列の間が数百ヤード離れており、互いに支援することはできなかった。
道路の東側はほとんど開けていたので、コーンウォリスは西側を攻撃することを選び、午後1時半に第1列の大砲の据えてある場所に自軍の大砲の集中砲火を浴びせ、兵士を前進させた。柵の手前150ヤード (135 m)まで来たとき、大陸軍の長射程の銃はイギリス軍のマスケット銃より射程が長かったので一斉射撃が行われた。しかしイギリス兵は前進を続け、マスケット銃の射程まで近づいてから一斉射撃で反撃した。指揮官ウェブスター中佐の命令でさらに前進を続け、第1列まで50歩ほどの所で停止した。この時のことを第23歩兵連隊のラム軍曹が、ノースカロライナ民兵は、「柵に寄りかかりながら銃で狙い...かなり正確に照準を定めていた」と書き残した。ウェブスターに駆り立てられてイギリス兵は前進を続けた。道の西側にいたノースカロライナ民兵はマスケット銃を発砲すると、取るものも取りあえず振り向いて森の中に逃げ込んだ。イギリス兵は第2列の所まで進んだ。ここで激しい抵抗にあったが、ウェブスターは側面を回りこませて、大陸軍の第3列に向かわせた。森は大変深くて銃剣は使えなかった。イギリス軍は2つの戦列を抜けるためにかなりの損失を被っていた。
第71歩兵連隊、擲弾兵中隊とコールドストリームガーズ連隊が中央に向かい、第33歩兵連隊と第23歩兵連隊からの発砲に続いて左翼に向かった。右翼には近衛歩兵第1連隊（現グレナディアガーズ）とドイツ人傭兵隊がリーの部隊に向かった。イギリス軍の大砲とタールトンの軽竜騎兵連隊が道に沿って前進した。中央のコールドストリームガーズはソールズベリー道路の左の庁舎の周りの開けた所に出てきていた。イギリス軍は大陸軍歩兵の大部隊を前にして、即座に攻撃を仕掛け、6ポンド砲を捕獲した。続いて大陸軍を森の中に追い込もうとしたが、ワシントン大佐の竜騎兵連隊と第1メリーランド連隊に反撃され、捕獲したばかりの大砲を放棄してしまった。イギリス軍の2門の3ポンド砲部隊を指揮していたマクロード中尉が到着し、竜騎兵に向かって大砲を撃ち始めた。
多くのイギリス兵が同士討ちで殺される間に、大陸軍も戦列を崩され戦場から撤退した。コーンウォリスは第71歩兵連隊と第23歩兵連隊に騎兵の一部を付けて大陸軍を追わせたが、深追いは出来なかった。タールトンと残りの竜騎兵は右翼に回ってヘッセン=カッセルのボーゼ・マスケット銃兵連隊と合流し、ワシントンとの戦いを終わらせた。
戦闘中にコーンウォリスは馬を撃たれてしまった。大陸軍のベンジャミン・ウィリアムス大佐は後にその個人的な勇敢さで勲章を受けた。

## 戦いの後
戦闘はわずか90分間で終わった。イギリス軍は戦術的に大陸軍を破ったが、自隊の4分の1以上を失ってしまった。イギリス軍は5名の士官と88名の兵卒が戦死、24名の士官と389名の兵卒が負傷した。他に6名が行方不明となった。ウェブスターは戦闘中に負傷し、2週間後に死亡した。
イギリス軍は数的に勝る敵軍に対しその慣れた粘り強さで敵陣を取って戦術的な勝利となった。この戦闘を古典的な辛勝と見たイギリス・ホィッグ党の指導者で軍事評論家のチャールズ・ジェイムズ・フォックスはプルタークの有名な言葉「こんな戦いをもう一度やったらイギリス軍の破滅だ」と言った。
コーンウォリスが副官のブロードリック大尉に託してイギリスのジョージ・ジャーメイン卿に届けた手紙では、次のように言っている。「我々の観察したところと、最善の方法で勘定してみたところでは、敵は7,000名を超えていたに違いないと思う（グリーンの勘定では4,400に近い）...私は敵の損失を正確には掴めないが、かなりの数量、200ないし300名の死体が戦場に残されていた...負傷者の多くは逃亡した...我々の偵察が集めた情報では、我々から6マイルないし8マイルの円の中に入る家には敵軍の負傷兵で溢れていた...捕虜はほとんど取らなかった。」
コーンウォリスはイギリス軍については次のように述べている。「この小さな軍隊を構成した士官や兵卒のとった行動や戦いぶりは、私が言葉で表せないぐらい賞賛に値するものだった。戦闘中の粘り強く大胆な行動、困難な状況にも打ち負けない忍耐、それに600マイル以上行軍して幾つかの大河や無数の小川を渡ってきたことによる疲れ、それらの川は世界のどこの国にある大河にも匹敵していただろうし、天候が悪くてもテントや覆いもなく、時には食料も無かった。これらのことは国王と祖国に対する栄誉と関心の熱烈さを十分に証明してみせた。」
戦闘の後、イギリス軍は食料や宿営地がないまま広い森の中に散開した。夜の間に激しい雨が降り出した。負傷者のうち50名は日の出前に死んだ。イギリス軍が撤退する大陸軍を追っていれば、大陸軍の輜重車隊に遭遇したかもしれない。輜重車隊はソールズベリー道路の西、戦闘前は古い農地であったところに宿営していた。
グリーンはキャムデンの二の舞を避けるために損害の少ないうちに部隊を撤退させた。コーンウォリスは2,000足らずの小さな兵力でのグリーンの追跡をやめ、ヒルズボロに戻ることになった。コーンウォリスは王旗を掲げ、住民に対する保護を提案し、その時点では見かけ上ジョージアと2つのカロライナを制覇したように見えた。しかし数週間のうちにコーンウォリスは、その州の中心部を捨てて海岸のウィルミントンに行き、徴兵と部隊の再編成を行なおうとした。
ウィルミントンでコーンウォリスは重大な問題に直面した。それに対する決断は自身の責任において予想外にも7ヵ月後の戦争の終結に導くことになった。コーンウォリスはカロライナに留まる代わりにバージニアに侵攻する事にした。 その根拠はバージニアまでを抑えなければ、コーンウォリスが制圧してきた南部諸邦はしっかりと保持できないだろうというものであった。この結論は軍の基準に合わないものとしてヘンリー・クリントンに鋭く批判された。しかもクリントンの命令にも背くものであった。5月にクリントンはコーンウォリスに宛てて書き送った。「貴殿の意図するところの可能性について考えているのだったら、私は貴殿を止める努力をすべきだったろう。前にも言ったようにそのような移動は南部諸邦における我々の利益にとって危険なものになると思われる。」コーンウォリスは3ヶ月の間、近くの農園やプランテーションを略奪し、竜騎兵のために何百頭もの馬を確保した。また700名の歩兵を騎兵に転換した。この略奪の間に多くの奴隷を解放し、そのうちの12,000名を自隊に加えた。
危険は突然違った方向にやってきた。グリーンはコーンウォリスの後を追って海岸に行くよりも、大胆にキャムデンとチャールストンに向かった。これは敵対者を1年前にいた所まで引っ張っていこうという思惑と、コーンウォリスが残していったロードン卿の部隊を追い出そうという考えによるものだった。グリーンの主な目標であった南部諸邦の回復は、大きな戦闘も無くまた逆襲もなく、その年の終りには成し遂げられた。戦い、撃たれ、また戦う、これがグリーンの言葉であった。

## 戦闘の再現
戦場跡は、ギルフォード郡庁舎国立軍事公園として記念されている。
毎年3月15日頃に戦場跡の近くで当時の服装をした人々が独立戦争当時の戦闘を再現する。

## 映画の中の戦闘
2000年の映画「パトリオット」の終幕の戦闘場面はアメリカ独立戦争の2つの戦闘、カウペンスの戦いとギルフォード郡庁舎の戦いからヒントを得ている。大陸軍は2回ともほぼ同じ戦術を使った。戦闘の名前と勝った方の軍はカウペンスの戦いから採られた。しかし、戦った戦力と将軍達グリーンとコーンウォリスはギルフォード郡庁舎の戦いから採られた。